# Puebla de Almenara
Puebla de Almenara és un municipi de la província de Conca, a la comunitat autònoma de Castella-La Manxa. Limita al nord-oest amb Almendros, al nord amb Almonacid del Marquesado, a l'oest amb Villamayor de Santiago a l'est amb Almonacid del Marquesado i Villarejo de Fuentes, al sud-oest amb Villamayor de Santiago i al sud amb Hontanaya.

## Demografia
- Demografia històrica INE[2]

| 1900 | 1910 | 1920 | 1930 | 1940 | 1950 |  |
| ---- | ---- | ---- | ---- | ---- | ---- |  |
| 1123 | 1274 | 1357 | 1509 | 1632 | 1597 |  |
| 1960 | 1970 | 1981 | 1991 | 2001 | 2011 |  |
| 1418 | 1024 | 833  | 676  | 513  |      |  |

- Demografia dels últims anys INE

| 1991 | 1996 | 2001 | 2004 |  |
| ---- | ---- | ---- | ---- |  |
| 676  | 580  | 513  | 487  |  |

## Administració
| Període      | Nom de l'alcalde/-essa     | Partit polític | Data de possessió |
| ------------ | -------------------------- | -------------- | ----------------- |
| 1979 - 1983  |                            |                | 19/04/1979        |
| 1983 - 1987  |                            |                | 28/05/1983        |
| 1987 - 1991  | Francisco Moreno Vara      | (PP)           | 30/06/1987        |
| 1991 - 1995  | Francisco Moreno Vara      | (PP)           | 15/06/1991        |
| 1995 - 1999  | Francisco Moreno Vara      | (PP)           | 17/06/1995        |
| 1999 - 2003  | Francisco Moreno Vara      | (PP)           | 03/07/1999        |
| 2003 - 2007  | Francisco Moreno Vara      | (PP)           | 14/06/2003        |
| 2007 - 2011  | Luis Miguel Bustos Sanchez | (PSOE)         | 16/06/2007        |
| 2011 - 2015  | n/d                        | n/d            | 11/06/2011        |
| 2015 - 2019  | n/d                        | n/d            | 13/06/2015        |
| 2019 - 2023  | n/d                        | n/d            | 15/06/2019        |
| Des del 2023 | n/d                        | n/d            | 17/06/2023        |

## Eleccions municipals
| Eleccions municipals, 25 de maig de 2003 |      |        |          |
| Partit                                   | Vots | %      | Regidors |
| PP                                       | 199  | 49,75% | 4        |
| PSOE                                     | 198  | 49,5%  | 3        |

| Eleccions municipals, 27 de maig de 2007 |      |        |          |
| Partit                                   | Vots | %      | Regidors |
| PSOE                                     | 227  | 52,55% | 4        |
| PP                                       | 204  | 47,22% | 3        |